# Santa Cruz, el cura guerrillero
Santa Cruz, el cura guerrillero és una pel·lícula basca feta el 1990 dirigida per Jose Maria Tuduri Esnal i produïda per Ángel Amigo Quincoces dos anys després de la creació de Crónica de la guerra carlista.

## Argument
Narra la història de Manuel Ignacio Santa Cruz Loidi, conegut com el cura Santa Cruz. Aquell sacerdot es va convertir en un guerrer carlista a la Tercera Guerra Carlina. Alhora, el jove Juan Azurmendi, que pretén recaptar diners per marxar a Amèrica, però quan arriba a Pasaia es veu embolicat en el conflicte del que serà un testimoni.

## Repartiment
- Ramon Aguirre: Egozkue "Jabonero"
- Joseba Aierbe
- Agustín Arrazola: Oficial de l'exèrcit carlí
- Ramón Barea: Cura Santa Cruz'
- Mikel Garmendia: Alcalde del poble
- Tino Gil Fernández
- Aizpea Goenaga: Magdalena
- Mikel Laskurain: Soldat de la Santa Cruz
- Rafa Martin
- Juani Mendiola: Mare del capellà de Santa Cruz
- Miguel Munarriz: El capellà del poble
- Javier Romero
- Paco Sagarzazu: General Antonio Lizarraga
- Patxi Santamaria: Mikeletea
- Cesar Saratxu: Oficial de l'exèrcit liberal
- Daniel Trepiana
- Alfredo Vila
- Carlos Zabala: Juan Azurmendi

## Estrena
Fou estrenada a la secció Zabaltegi "Nous realitzadors" al Festival Internacional de Cinema de Sant Sebastià 1990.